# Distocupes varians
Distocupes varians là một loài bọ cánh cứng thuộc họ Cupedidae. Chúng là loài duy nhất trong chi dơn loài Distocupes. Đây là loài đặc hữu của miền đông Úc, bao gồm cả Tasmania.